# Paralimnophila gingera
Paralimnophila gingera là một loài ruồi trong họ Limoniidae. Chúng phân bố ở miền Australasia.